# Pierfrancesco Orsini
Pierfrancesco Orsini, conocido también como Vicino Orsini (Roma, 4 de julio de 1523 - Bomarzo, 28 de enero de 1585), duque de Bomarzo, fue un condottiero y mecenas italiano del Renacimiento. Era descendiente de la familia Orsini, una de las más antiguas, ilustres y por siglos la más poderosa de las familias reales italianas.

## Biografía

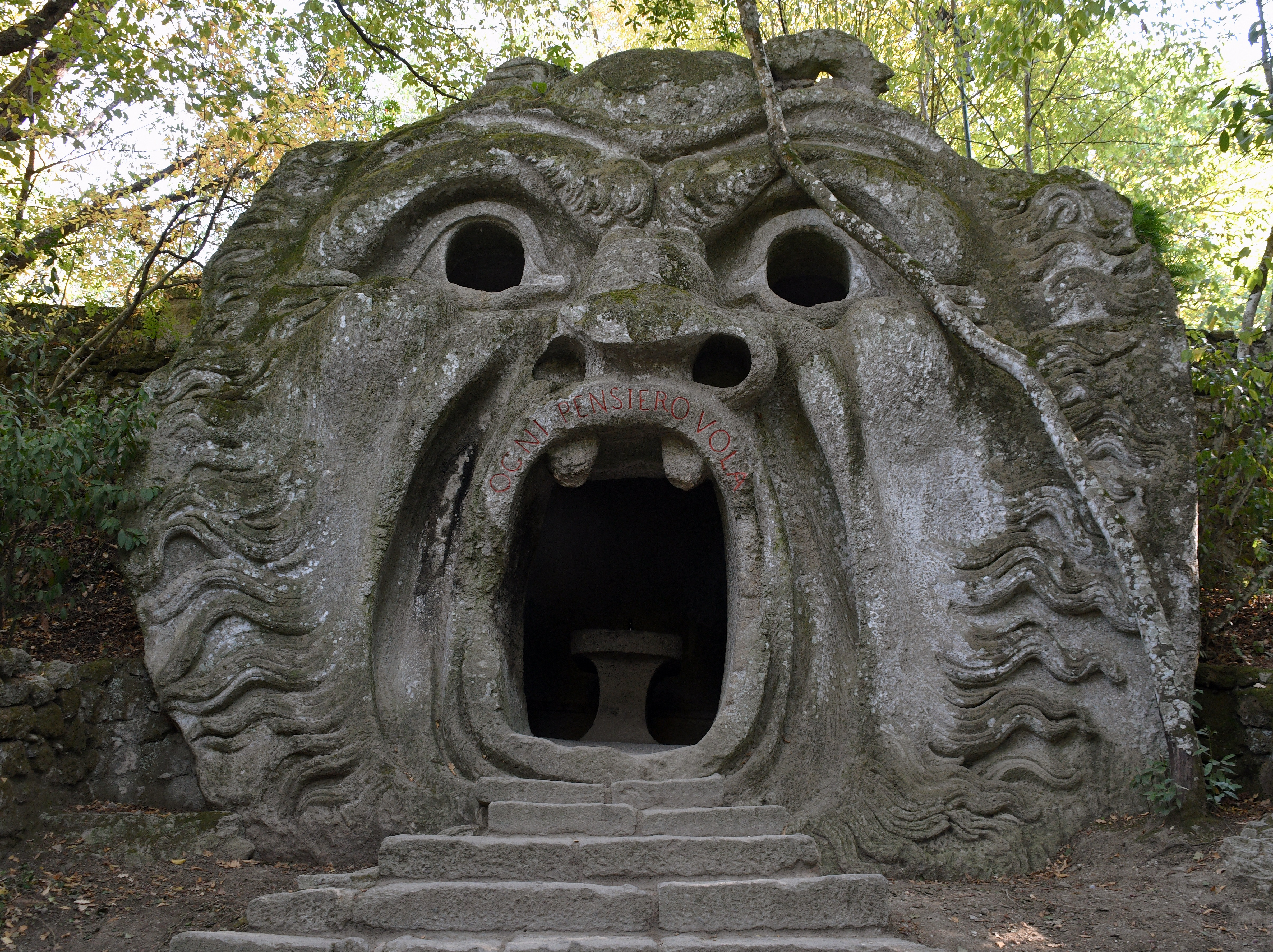
Orcus, una de las esculturas del Parque de Bomarzo.

Nacido en Roma, fue el hijo de Giovanni Corrado Orsini y Clarice Anguillara. Heredó el ducado de Bomarzo siete años después de la muerte de su padre, gracias a la intercesión del cardenal Alejandro Farnesio, el futuro papa Paulo III. Más tarde, en 1541, se casó con una de las parientes de Alejandro, Giulia Farnesio. 
Su carrera como condottiero terminó en los años 1550, cuando fue hecho prisionero, y el Tratado de Cateau-Cambresis puso fin a la guerra franco-española en Italia. Orsini se retiró luego a Bomarzo, donde se rodeó de artistas y literatos, y se dedicó a un estilo de vida epicúreo, que niega cualquier contacto con la religión. Aquí se dedicó a la familia y, a partir de 1547, al famoso Parque de los monstruos de Bomarzo, cuyas enigmáticas construcciones y esculturas son uno de los más sugerentes ejemplos de arte renacentista tardío en Italia. 
Tras la muerte de su esposa le dedicó el parque a su memoria.
Vicino Orsini falleció el 28 de enero de 1585 a los 61 años de edad. Está sepultado en la parroquia de Santa María Asunta.

## Tributos artísticos
- La ópera de 1967 Bomarzo del compositor argentino Alberto Ginastera está basada en la vida de Pier Francesco Orsini.
- La novela Bomarzo es la recuperación literaria que el también argentino Manuel Mujica Láinez hace del duque. Con Bomarzo, el escritor Mujica Láinez inicia un nuevo ciclo de obras eruditas y fantásticas en el molde de la novela histórica.